# Laferté-sur-Amance
Pour les articles homonymes, voir La Ferté (homonymie).
Laferté-sur-Amance est une commune française située dans le département de la Haute-Marne, en région Grand Est.

## Géographie
| Soyers                | Guyonvelle         |        |
| Anrosey               | Laferté-sur-Amance | Velles |
| Pierremont-sur-Amance | Ouge Haute-Saône   |        |

### Hydrographie
La commune est dans le bassin versant de la Saône au sein du bassin Rhône-Méditerranée-Corse. Elle est drainée par l'Amance, le ruisseau des Bruyères, le ruisseau des Côtes, le ruisseau de Minuit et le ruisseau des Biones.
L'Amance, d'une longueur de 47 km, prend sa source dans la commune de Haute-Amance et se jette  dans la Saône à Jussey, après avoir traversé 21 communes. 

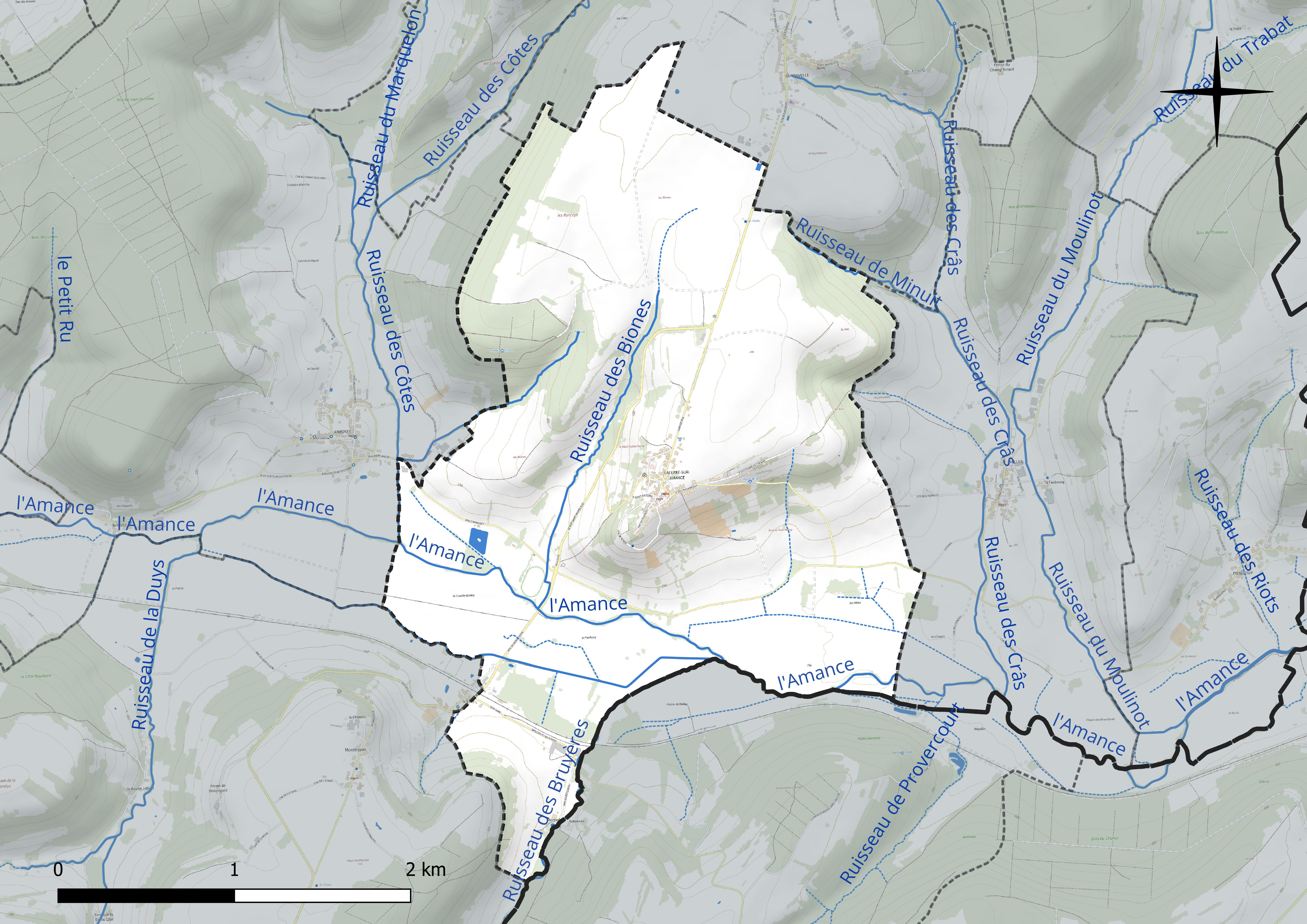
Réseau hydrographique de Laferté-sur-Amance.

### Climat
Pour des articles plus généraux, voir Climat du Grand Est et Climat de la Haute-Marne.
En 2010, le climat de la commune est de type climat des marges montargnardes, selon une étude du Centre national de la recherche scientifique s'appuyant sur une série de données couvrant la période 1971-2000. En 2020, Météo-France publie une typologie des climats de la France métropolitaine dans laquelle la commune est exposée à un climat océanique altéré et est dans la région climatique  Lorraine, plateau de Langres, Morvan, caractérisée par un hiver rude (1,5 °C), des vents modérés et des brouillards fréquents en automne et hiver. 
Pour la période 1971-2000, la température annuelle moyenne est de 10,4 °C, avec une amplitude thermique annuelle de 17,1 °C. Le cumul annuel moyen de précipitations est de 919 mm, avec 12,3 jours de précipitations en janvier et 9,3 jours en juillet. Pour la période 1991-2020, la température moyenne annuelle observée sur la station météorologique de Météo-France la plus proche, « Fayl-Billot_sapc », sur la commune de Fayl-Billot à 9 km à vol d'oiseau, est de 10,5 °C et le cumul annuel moyen de précipitations est de 995,6 mm. 
La température maximale relevée sur cette station est de 38,5 °C, atteinte le 25 juillet 2019 ; la température minimale est de −16,1 °C, atteinte le 24 décembre 2001,,. 
Les paramètres climatiques de la commune ont été estimés pour le milieu du siècle (2041-2070) selon différents scénarios d'émission de gaz à effet de serre à partir des nouvelles projections climatiques de référence DRIAS-2020. Ils sont consultables sur un site dédié publié par Météo-France en novembre 2022.

## Urbanisme

### Typologie
Au 1er janvier 2024, Laferté-sur-Amance est catégorisée commune rurale à habitat dispersé, selon la nouvelle grille communale de densité à sept niveaux définie par l'Insee en 2022.
Elle est située hors unité urbaine et hors attraction des villes,.

### Occupation des sols
L'occupation des sols de la commune, telle qu'elle ressort de la base de données européenne d’occupation biophysique des sols Corine Land Cover (CLC), est marquée par l'importance des territoires agricoles (88,8 % en 2018), une proportion identique à celle de 1990 (88,8 %). La répartition détaillée en 2018 est la suivante : 
prairies (42,1 %), zones agricoles hétérogènes (28 %), terres arables (18,7 %), forêts (11,1 %), zones urbanisées (0,1 %). L'évolution de l’occupation des sols de la commune et de ses infrastructures peut être observée sur les différentes représentations cartographiques du territoire : la carte de Cassini (XVIIIe siècle), la carte d'état-major (1820-1866) et les cartes ou photos aériennes de l'IGN pour la période actuelle (1950 à aujourd'hui).

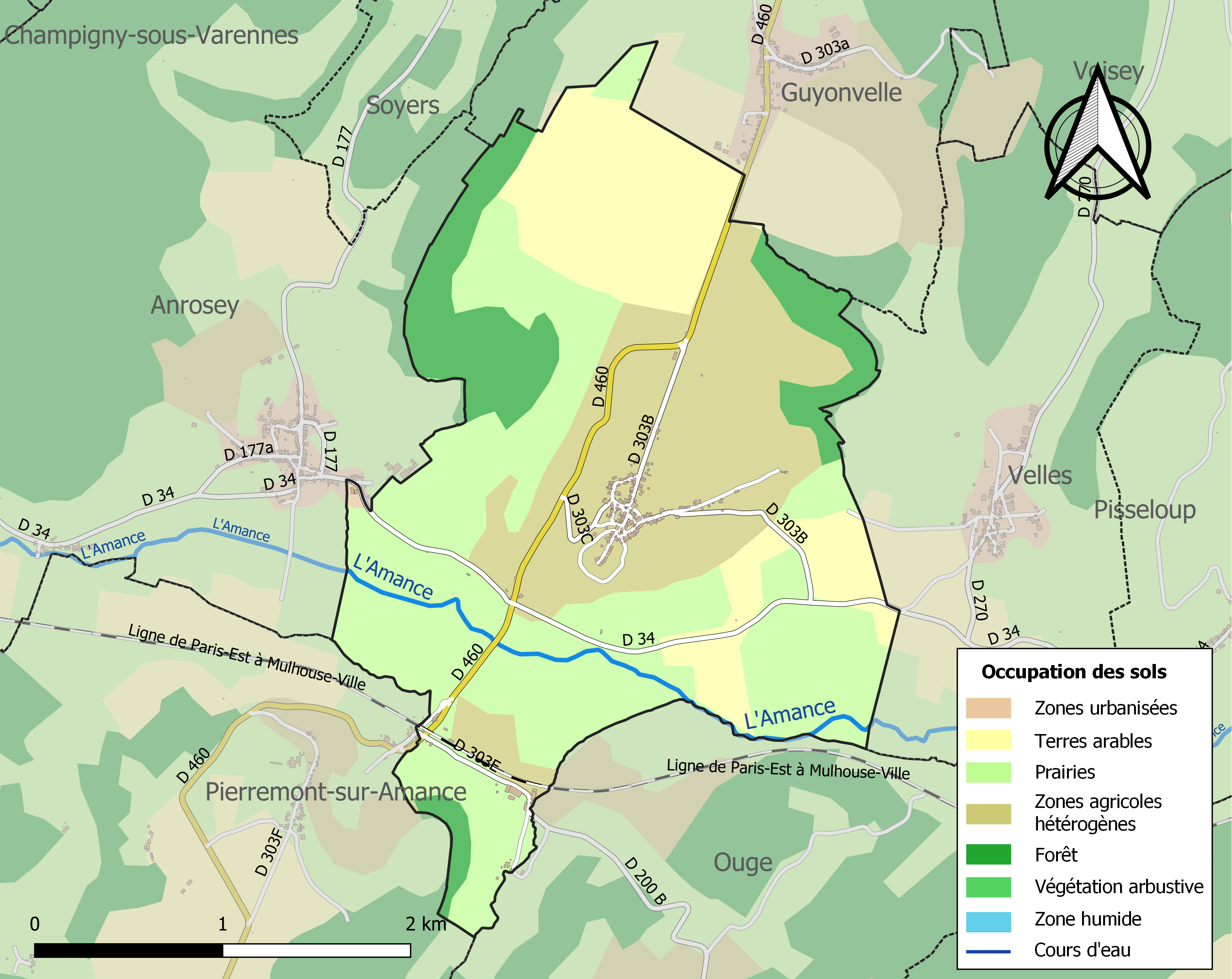
Carte des infrastructures et de l'occupation des sols de la commune en 2018 (CLC).

## Toponymie
Le nom de la localité est attesté sous les formes Firmitas (1165) ; La Ferté (1191) ; Firmitas super Esmantiam (1234) ; Firmitas super Amanciam (1236) ; Firmitas super Amantiam (1247) ; La Ferté sus Esmance (1251) ; Laferté sus Amance (1265) ; Laferté sur Amance (1333) ; Laffertey sur Amance (1515) ; La Fertey sur Amance (1539) ; Lafferté sur Amance (1675) ; La Ferté sur Mance (1748).

En ancien français, ferté désigne un « lieu fortifié », du latin firmitas, « solidité, consistance, fermeté », au sens de « forteresse », « place forte » ou « château fort », (fortification, rempart) permettant de tenir solidement, fermement, une position et d'en assurer la défense et la sécurité. 
L'Amance (ou Mance) est une rivière du quart nord-est de la France, dont le cours traverse la Haute-Marne (Grand Est) et la Haute-Saône (Bourgogne-Franche-Comté). C'est l'un des principaux affluents en rive-droite de la Saône issus de l'ancienne région Champagne-Ardenne.

## Politique et administration

### Liste des maires

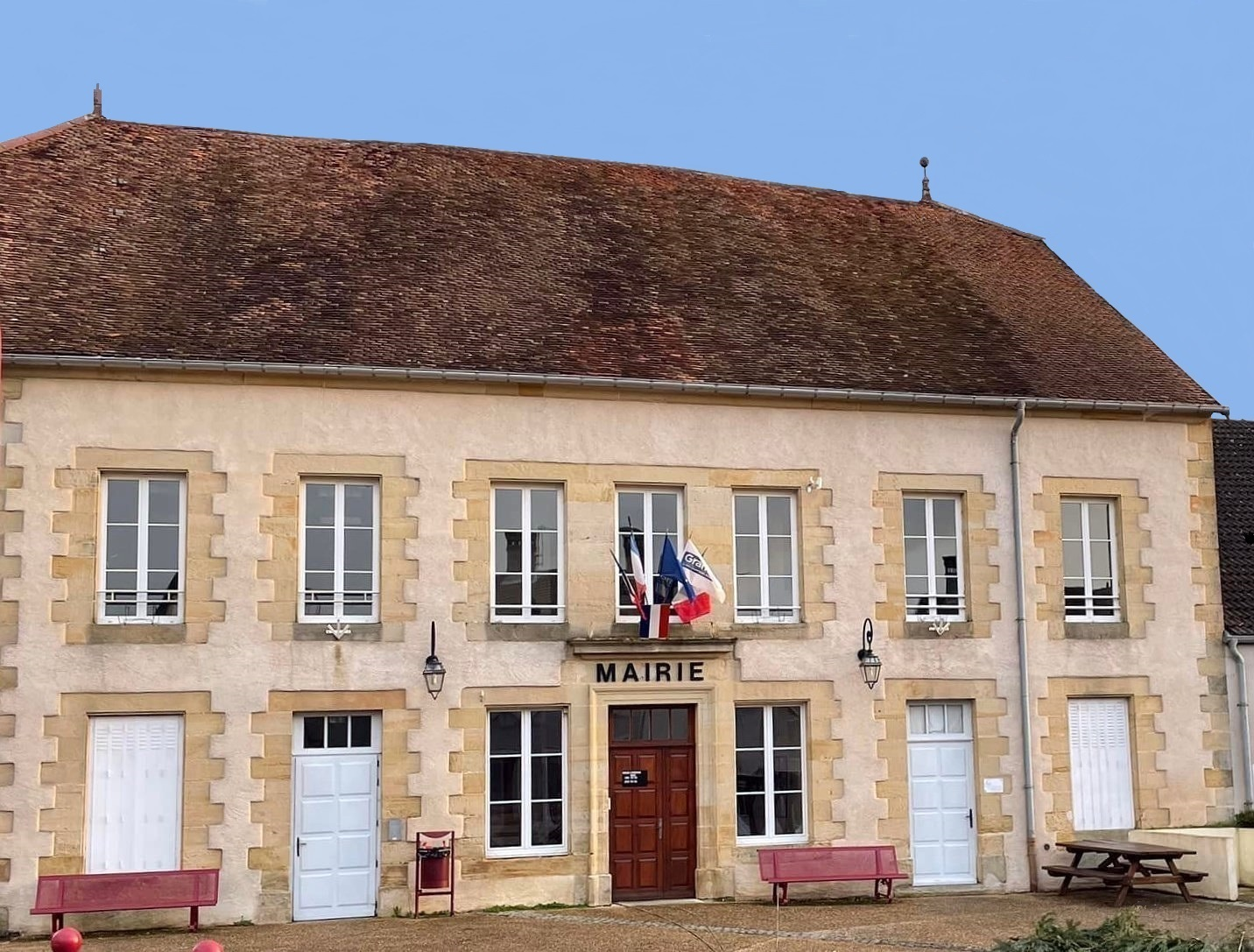
La mairie

| Période                                  | Période | Identité            | Étiquette | Qualité |
| ---------------------------------------- | ------- | ------------------- | --------- | ------- |
| Les données manquantes sont à compléter. |         |                     |           |         |
| 1959                                     | 2001    | Pierre Sommier      |           |         |
| mars 2001                                | 2014    | Jean-Marie Bougenot |           |         |
| 2014                                     |         | Gilles Thomas       |           |         |
| 2020                                     | 2022    | Franz Leyzer        |           |         |

## Population et société

### Démographie
L'évolution du nombre d'habitants est connue à travers les recensements de la population effectués dans la commune depuis 1793. Pour les communes de moins de 10 000 habitants, une enquête de recensement portant sur toute la population est réalisée tous les cinq ans, les populations de référence des années intermédiaires étant quant à elles estimées par interpolation ou extrapolation. Pour la commune, le premier recensement exhaustif entrant dans le cadre du nouveau dispositif a été réalisé en 2007.

En 2022, la commune comptait 108 habitants, en stagnation par rapport à 2016 (Haute-Marne : −4,62 %, France hors Mayotte : +2,11 %).
| 1793 | 1800 | 1806 | 1821 | 1831 | 1836 | 1841 | 1846 | 1851 |
| ---- | ---- | ---- | ---- | ---- | ---- | ---- | ---- | ---- |
| 431  | 493  | 543  | 565  | 591  | 659  | 628  | 613  | 621  |

| 1856 | 1861 | 1866 | 1872 | 1876 | 1881 | 1886 | 1891 | 1896 |
| ---- | ---- | ---- | ---- | ---- | ---- | ---- | ---- | ---- |
| 580  | 620  | 639  | 648  | 635  | 587  | 580  | 514  | 474  |

| 1901 | 1906 | 1911 | 1921 | 1926 | 1931 | 1936 | 1946 | 1954 |
| ---- | ---- | ---- | ---- | ---- | ---- | ---- | ---- | ---- |
| 476  | 457  | 407  | 342  | 335  | 330  | 318  | 300  | 283  |

| 1962 | 1968 | 1975 | 1982 | 1990 | 1999 | 2006 | 2007 | 2012 |
| ---- | ---- | ---- | ---- | ---- | ---- | ---- | ---- | ---- |
| 298  | 257  | 421  | 375  | 171  | 150  | 118  | 113  | 109  |

| 2017 | 2022 | - | - | - | - | - | - | - |
| ---- | ---- | - | - | - | - | - | - | - |
| 107  | 108  | - | - | - | - | - | - | - |

## Économie
- Commune labellisée "Commune Nature", zéro phyto, niveau 3 (à la date du 31.12.2021 - Région Grand-Est).

## Culture locale et patrimoine

### Héraldique
| Armes de Laferté-sur-Amance | Les armes de Laferté-sur-Amance se blasonnent ainsi : d'azur à la croix cantonnée au 1) et au 2) de cinq billettes ordonnées en sautoir, au 3) et 4) de quatre billettes ordonnées 2.2, le tout d'or, à l'écusson de gueules au créquier arraché d'argent brochant en cœur sur le tout. |